# 马里奥·卡佩奇
马里奥·卡佩奇（英語：Mario Capecchi，1937年10月6日—），生于意大利的美国分子遗传学家，也是2007年诺贝尔生理学或医学奖得主之一。马里奥·卡佩奇目前是美国犹他大学医学院人类遗传学与生物学杰出教授（Distinguished Professor）。

## 生平
马里奥·卡佩奇于1937年出生于意大利北部城市维罗纳，并于1961年获得美国俄亥俄州安提阿大学（Antioch College）化学及物理学学士学位。1967年，马里奥·卡佩奇在詹姆斯·沃森（1962年诺贝尔生理学或医学奖获得者之一）的指导下，于哈佛大学取得生物物理学（Biophysics）博士学位。
1967年至1969年，卡佩奇在哈佛大学学者学会（Society of Fellows）担任初级研究员（Junior Fellow）。1969年，卡佩奇成为哈佛大学医学院生物化学系助理教授，并于1971年晋升为副教授。1973年，卡佩奇进入犹他大学任教。自1988年起，卡佩奇还担任了霍华德·休斯医学研究所的研究员（Investigator of the Howard Hughes Medical Institute），另外他还担任美国国家科学院院士。

## 所获荣誉
- 1992 - Bristol-Myers Squibb Award for Distinguished Achievement in Neuroscience Research
- 1993 - 盖尔德纳国际奖
- 2001 - 阿尔伯特·拉斯克基础医学研究奖[3]
- 1996 - 京都賞（基礎科學）
- 2001 - 西班牙Jiménez-Diáz獎
- 2007 - 诺贝尔生理学或医学奖，与马丁·埃文斯和奥利弗·史密斯一同获得[2]